# Goveđi brod
Goveđi brod (en serbe cyrillique : Говеђи брод) est un quartier de Belgrade, la capitale de la Serbie. Il est situé dans la municipalité urbaine de Zemun.

## Emplacement
Goveđi brod est le prolongement septentrional de la zone urbaine de Zemun proprement dite. Le quartier occupe un vaste secteur situé entre le Danube et le Batajnički drum, la route qui relie Zemun à son quartier extérieur de Batajnica. Le seul autre quartier qui borde ce secteur est celui de Galenika, mais Goveđi brod s'étend aussi en direction de Zemun polje (au nord-ouest) et de Gornji Grad (au sud, par Galenika).

## Caractéristiques
Pour l'essentiel, Goveđi brod est un secteur non résidentiel. On y trouve plusieurs installations comme celles de l'Institut minier et de l'Institut vétérinaire, ainsi que de vastes entrepôts et deux usines fabriquant du béton, DIA et Anicom, toutes deux situées sur la rive du Danube.

### Roms
Le public a entendu parler de Goveđi brod à un moment où le quartier abritait un bidonville peuplé de Roms venus du Kosovo et vivant sans eau courante, sans électricité et sans système d'évacuation. Le bidonville était installé à l'extrême bord du Danube et était régulièrement inondé par le fleuve au printemps ; il a été remporté par les eaux lors des inondations de 2006 en Europe.
En février 2007, les familles roms furent logées dans de nouvelles maisons construites dans le nouveau quartier de Plavi horizonti à Zemun.